# Non è la Rai gran finale
Non è la Rai gran finale è il sesto album in studio collettivo delle Ragazze di Non è la Rai, pubblicato nel giugno 1995 in concomitanza con la conclusione del programma Non è la Rai dal quale sono tratte le canzoni presenti.

## Descrizione
Il titolo gran finale è celebrativo e sta ad indicare il sesto e ultimo album della trasmissione.
L'album è stato pubblicato nel 1995 in due edizioni dall'etichetta discografica RTI Music e distribuito dalla Dischi Ricordi, in formato doppio CD (con numero di catalogo RTI 0213-2) e doppia musicassetta (con numero di catalogo RTI 0213-4). Contiene un totale di 41 brani interpretati nell'ultima edizione del programma, in onda tra il 1994 e il 1995.
A differenze degli abum precedenti in quest'ultimo non è presente alcun brano inedito, mentre Ailoviù è una cover dell'inedito presente nella prima compilation del 1993 e originariamente interpretato da Francesca Gollini.
Come nei precedenti dischi, la maggior parte dei brani è stata eseguita da cantanti professioniste che prestavano la propria voce  per le esibizioni televisive delle giovani protagoniste del varietà, ma alle quali veniva attribuita la canzone in qualità di vocalist nei crediti dell'opera.
Tra le ragazze che hanno interpretato dei brani presenti nell'opera senza l'ausilio di una cantante professionista troviamo Ambra Angiolini, Roberta Carrano, Roberta Modigliani, Pamela Petrarolo, Sofia Sed e Alessia Gioffi.

## Tracce e interpreti
Disco 1
1. Ambra Angiolini - Nel cuore, nell'anima
2. Federica Addari - La mia banda suona il rock (cantante: Alessandra Puglisi)
3. Marzia Aquilani - Words (cantante: Loredana Maiuri)
4. Maria Grazia Befi - Ti sento (cantante: Cinzia Baldana)
5. Arianna Governatori - La bamba (cantante: Cinzia Baldana)
6. Alessandra Pazzetta - Scende la pioggia (cantante: Michela Andreozzi)
7. Alessia Mancini - Io che non vivo (cantante: Letizia Mongelli).
8. Elisa Zappia - Tele telefonarti (cantante: Romina Johnson)
9. Laura Migliacci, Arianna Becchetti e Monia Arizzi - A Hard Day's Night (cantante: Anna Maria Di Marco, Stefania Del Prete, Letizia Mongelli)
10. Alessia Merz - Amore bello (cantante: Letizia Mongelli)
11. Arianna Governatori e Sonia Violetti - Non te ne andare (cantante: Cinzia Baldana e Letizia Mongelli)
12. Maria Teresa Mattei - Linda bella Linda (cantante: Marina De Sanctis)
13. Roberta Carrano - You Can't Hurry Love
14. Roberta Modigliani - Sei bellissima
15. Romina Citarella - Hurt (cantante: Alessia Marinangeli)
16. Vanessa Viola - Mediterraneo (cantante: Alessia Marinangeli)
17. Desireè Dionisio - Ailoviù (cantante: Marina De Sanctis)
18. Nicole Grimaudo - Parole parole (cantante:Michela Andreozzi)
19. Moira Marinucci - La notte (cantante: Loredana Maiuri)
20. Shaila Risolo e Valentina Abitini - Mamma mia (cantante:Loredana Maiuri e Stefania Del Prete)
21. Cristina Muntoni - Se m'innamoro (cantante: Sabrina Marciano)

Disco 2
1. Pamela Petrarolo - Show Me Your Friends
2. Sofia Sed - Didin
3. Ilaria Galassi e Antonella Mosetti - The Sound of Silence (cantante: Anna Maria Di Marco e Stefania Del Prete)
4. Cristina Aranci - Ma che freddo fa (cantante: Beatrice Magnanensi)
5. Letizia Boupkouele - What's Love Got to Do with It (cantante: Michela Resi)
6. Eleonora e Nicoletta Costanzo - E allora sì (cantante: Letizia Mongelli e Stefania Del Prete)
7. Cristina Muntoni - Zucchero (cantante: Marina De Sanctis)
8. Maria Teresa Mattei - To Love Somebody (cantante: Alessia Marinangeli)
9. Solaika Fiori Arcuri - Il cuore è uno zingaro (cantante: Sabrina Marciano)
10. Shaila Risolo e Valentina Abitini - Prendi una matita (cantante: Anna Maria Di Marco e Letizia Mongelli)
11. Alessia Gioffi - Prisencolinensinainciusol
12. Eleonora Cecere - Land of 1000 Dances (cantante: Michela Andreozzi)
13. Sabina Wicker - La lontananza (cantante: Letizia Mongelli)
14. Angela Di Cosimo - Le colline sono in fiore (cantante: Beatrice Magnanensi).
15. Marzia Aquilani e Moira Marinucci - Drive My Car (cantante: Loredana Maiuri e Stefania Del Prete)
16. Roberta Modigliani - Un'emozione da poco
17. Nicole Grimaudo - Tu sì na cosa grande (cantante: Michela Andreozzi)
18. Antonella Mosetti - L'ultima occasione (cantante: Stefania Del Prete)
19. Emanuela Natale - Dove sarai domani (cantante: Anna Maria Di Marco)
20. Ilaria Galassi - La musica è finita (cantante: Michela Andreozzi)

## Classifiche
| Classifica (1995)                     | Posizione |
| ------------------------------------- | --------- |
| Classifica degli album italiana       | 24        |
| Classifica di fine anno italiana 1995 | 136       |